# Poljska Ržana
Poljska Ržana (en serbe cyrillique : Пољска Ржана) est une localité de Serbie située dans la municipalité de Pirot, district de Pirot. Au recensement de 2011, elle comptait 1 268 habitants.
Poljska Ržana est officiellement classée parmi les villages de Serbie.

## Démographie

### Évolution historique de la population
| 1948 | 1953 | 1961 | 1971 | 1981  | 1991  | 2002  | 2011  |
| ---- | ---- | ---- | ---- | ----- | ----- | ----- | ----- |
| 976  | 959  | 909  | 946  | 1 114 | 1 306 | 1 349 | 1 268 |

|  |